# Liste der Monuments historiques in Égly
Die Liste der Monuments historiques in Égly führt die Monuments historiques in der französischen Gemeinde Égly auf.

## Liste der Bauwerke
| Bezeichnung              | Beschreibung | Standort | Kennzeichnung | Schutzstatus | Datum | Bild |
| ------------------------ | ------------ | -------- | ------------- | ------------ | ----- | ---- |
| Kirche St-Pierre-St-Paul |              | (Lage)   | PA00087890    | Inscrit      | 1929  |      |

## Liste der Objekte
- Monuments historiques (Objekte) in Égly der Base Palissy des französischen Kultusministeriums